# Bacon County
Bacon County är ett administrativt område i delstaten Georgia, USA, med 11 096 invånare. Den administrativa huvudorten (county seat) är Alma.

## Geografi
Enligt United States Census Bureau så har countyt en total area på 741 km². 738 km² av den arean är land och 3 km² är vatten.

### Angränsande countyn
- Appling County - nordost
- Pierce County - öst
- Ware County - syd
- Coffee County - väst
- Jeff Davis County - nordväst